# Club Escacs Banyoles
El Club Escacs Banyoles és una entitat esportiva de Banyoles amb raó social al Carrer del Canat, s/n. Fou refundat el 1996 essent com a president Lluís Muratet i Miracle, que el succeí el seu fill Elias Muratet i Casadevall després de la seva mort sobtada el 14 d'agost del 2003.
Durant deu anys, entre els anys 1998 i 2007, organitzà l'Obert Ciutat de Banyoles amb molt de nivell i participació. A l'edició del 2006, hi participà l'ex-sostcampió del món Víktor Kortxnoi que guanyà el torneig.
Aconseguí l'ascens a la segona divisó catalana el 1984 de la mà de la família Muratet. La desfeta a segona divisió a la temporada 1986 provocà que el club desaparegués. El març de 2014 guanyà la categoria Preferent després de tres anys a aquesta categoria, i d'aquesta forma assolí l'ascens a la segona divisió de la Lliga Catalana d'Escacs. El 2015 fou campió de la categoria de segona divisió de la Lliga Catalana guanyant totes les nou rondes i de nou ascendeix a la categoria de la primera divisió. L'abril de 2016 fou campió de la primera divisió de la Lliga Catalana després de derrotar per la mínima al seu immediat perseguidor l'Ateneu Colón i així ascendir de categoria i jugar a la Divisió d'Honor del 2017.